# Fred Schule
Frederick William Schule, detto Fred (Preston, 27 settembre 1879 – Poughkeepsie, 14 settembre 1962), è stato un ostacolista statunitense, campione olimpico dei 110 metri ostacoli a Saint Louis 1904.

## Biografia
Nato a Preston, Iowa, in gioventù frequenta l'Università del Michigan, iniziando a dedicarsi all'atletica leggera. Nel 1903 vince il titolo di campione AAU nelle 120 iarde a ostacoli.
L'anno successivo si presenta ai Giochi olimpici di Saint Louis gareggiando in due prove, 110 m hs e 200 m hs. Nei 110 metri ostacoli, nonostante non sia uno dei favoriti della vigilia, conquista il titolo olimpico correndo in 16"0. Nei 200 hs invece si classifica al quinto posto.
Frederick Schule muore all'età di 82 anni a Poughkeepsie nello Stato di New York.

## Palmarès
| Anno | Manifestazione  | Sede        | Evento   | Risultato | Prestazione | Note |
| ---- | --------------- | ----------- | -------- | --------- | ----------- | ---- |
| 1904 | Giochi olimpici | Saint Louis | 110 m hs | Oro       | 16"0        |      |
| 1904 | Giochi olimpici | Saint Louis | 200 m hs | 5º        | n/d         |      |